# 2014 FIFA World Cup Brazil
2014 FIFA World Cup Brazil är det officiella dator/TV-spelet för VM i fotboll 2014, utgivet av EA Sports till PlayStation 3 och Xbox 360. Spelet släpptes i Nordamerika den 15 april 2014, och den 17 april samma år i Europa och Australien.

### Fotnoter
1. ↑  ”EA Announces EA SPORTS 2014 FIFA World Cup Brazil to Celebrate Football's Greatest Event - WSJ.com”. Online.wsj.com. 6 februari 2014. Arkiverad från originalet den 22 februari 2014. https://web.archive.org/web/20140222060354/http://online.wsj.com/article/PR-CO-20140206-909731.html. Läst 24 februari 2014.